# 1012 Sarema
1012 Sarema هو كويكب، يقع ضمن حزام الكويكبات. اكتشف في 12 يناير 1924.

## روابط خارجية
- 1012 Sarema في قاعدة بيانات مختبر الدفع النفاث لأجرام النظام الشمسي الصغيرة

- الاكتشاف · مخطط المدار ·  العناصر المدارية · المعلمات المادية

- 1012 Sarema على موقع ويكي سكاي: DSS2, SDSS, GALEX, IRAS, Hydrogen α, X-Ray, Astrophoto, Sky Map, Articles and images